# Палата Петровски
Петровски палата или Петровска палата, јесте руска палата која се налази у Москви на Лењинградском проспекту. Основана је 1780. године по наређењу Катарине Велике.

## Историја

### Изградња палате
Катарина Велика је 1770-их одлучила да изгради нову палату која ће се користити за кратка заустављања на путу од Санкт Петербурга до Москве. Осим практичне употребе, подизање палате имало је и симболички карактер и било је повезано са победом Русије у Руско-турском рату и потписивањем Кучуккаинарџијског мира. Управљање изградњом је поверено Василију Баженову али је убрзо предато Матвеју Казакову.
Захваљујући активности главног архитекте, посао је завршен за релативно кратко време – главни грађевински радови завршени су 1779. године, а унутрашње уређење 1783. године. О брзини градње сведочили су и пројектни цртежи архитекте, који приказују палату у процесу подизања и који се у многим детаљима разликују од стварног објекта. Према сачуваним плановима, палата је требало да има више украса. Упркос овим разликама, нису направљене никакве значајне промене у оригиналној композицији.
Катарина Велика је у палати боравила само два пута: 1785. провела је четири дана на путу из Великог Новгорода и десет дана на путу са Крима 1787. године. Након Павла I, руски владари користили су палату као последњу станицу на путу до крунисања у Кремљу.

### Модерна историја
Тренутно је палата Петровски део града Москве, а најближа станица метроа је Динамо.
Од 1997. године палата је у надлежности градске управе. Током 1998. године, на иницијативу градоначелника Москве Јурија Лушкова, палати је враћено пређашње име - Петровска палата или Петровски двор.
Због бројних трансформација, сачувано је само неколико делова здања из периода изградње: декорација Округле сале и четири вестибула, главно степениште и део намештаја.
Палата је у процесу реновирања од 1998. године. Од 2011. године на спрату и крилима палате налази се хотелски комплекс, док је приземље уступљено музеју. Палата је такође званична згрда за пријем московске владе.